# Landsköpman
Landsköpman var till början av 1600-talet en skattetitel i Norrland på bönder som vid sidan av jordbruket bedrev handel. Titeln syftade på att de var köpmän ute på landet som ägnade sig åt landsköp, till skillnad från borgarna i städerna. Köpmän från övre Norrland som i stället blev borgare i Stockholm, kallades bottnakarlar. Landsköp i övriga landet förbjöds under medeltiden, dock inte gårdfarihandel som handlade med eget hantverk.

## Medeltidens landsköp
Magnus Erikssons stadslag skilde mellan torgköp och köp på landet, och förbjöd landsköp för vilket böter utgick om det så var präst, hovman eller bonde som bedrev handeln. Förbudet om landsköp upprepades i flera stadslagar, och gällde köpmannavaror, det vill säga salt, tyg, kryddor med mera. Inte heller var det tillåtet att ha landsköpvaror i sitt hus. Därmed uppstod borgarnas monopol på handel, och borgarståndet kan sägas ha uppstått i Sverige. Landsköp började mot slutet av medeltiden att betraktas som ålderdomligt. Köpmanskap skulle bedrivas i städerna av särskilda borgare, som hade stadsprivilegier. Dock stadgas i Magnus Erikssons landslag, i strid mot hans stadslag, att det inte ska kallas landsköp om det bedrivs i Norrland, Finland, Gotland och Öland, och om det gäller nödtorft. Undantag från förbudet gällde också birkarlar och i viss utsträckning Bergslagen.
Med tiden kvarstod Norrlands undantag från förbudet. Gustav Vasa utfärdade två brev, ett till Hälsingland och ett till Västerbotten, och uppmanade landsköpmän att bosatta sig i Västerbotten eftersom det inte fanns städer där.

## Norrlands landsköp
Normalt hade borgarna i städerna ensamrätt att bedriva köpmanskap, och ägna sig åt inrikes och utrikes handel. Norrland saknade dock fram till 1600-talet städer. Gävle grundades 1413, och innan dess var Uppsala och Öregrund de närmaste städerna för norrlänningarna. Under slutet av 1500-talet till 1650-talet grundades i rask takt flera städer längs Norrlandskusten: Hudiksvall, Söderhamn, Härnösand, Sundsvall, Umeå, Piteå, Luleå och Torneå.
I stället för städer fanns i Norrland marknadsplats, ofta nära de platser där städerna sedermera kom att anläggas. På dessa marknader kunde norrländska bönder och ryska handelsmän byta varor med varandra. Vid marknadsplatserna hade bönderna bodar, för vilka de åtminstone i Torneå skattade med bodelege. Bodarna ägdes av bönder från hela Västerbotten, som då innefattade kustområdet ända upp mot Torneå. Från och med 1500-talet började borgare från de sydligare svenska städerna, i stället för landskapets bönder, hyra bodarna.
Landsköp förbjöds även i Norrland 1546, men efter böndernas uppvaktning till kungen fick de 1549 åter börja bedriva handel, dock fick de inte föra några varor ut ur landet (bottniska handelstvånget). I de längder som finns över landsköpmannapenningar från Västerbotten, framgår dels att det inte alltid var en fast sysselsättning som de bedrev kontinuerligt, dels att en del landsköpmän var birkarlar - dock inte alla. Västerbotten handlade framför allt med ryssar, och det var huvudsakligen nödtorft som salt, vadmal och hampa som införskaffades. 1549 införde kungen ett förbud mot att inhandla alkoholhaltiga drycker och kramgods.
Köpmannapenningar, den skatt som landsköpmännen betalade till kronan för sin verksamhet, utgick sporadiskt men åtminstone vart tredje år. 1543 hade Kalix socken 184 bönder, och av dessa var 8 skattande landsköpmän. Luleå socken hade 408 bönder varav 29 var landsköpmän. Piteå socken hade 274 bönder och 13 landsköpmän. Skellefteå socken hade 359 bönder och 6 landsköpmän. Lövångers socken 148 bönder men ingen landsköpman. Bygdeå socken hade 225 bönder och 2 landsköpmän. Umeå socken hade 439 bönder och 2 landsköpmän. Av de landsköpmän som räknas upp i längden för 1543 var en kvinna, hustru Birgitta i Ersnäs i Luleå socken. 
Den 9 augusti 1566 utfärdades ett kungligt brev av Erik XIV att de bönder i Västerbotten som därefter ville bedriva handel skulle flytta till Kalmar. Bönderna i Västerbotten protesterade, men fick den 11 december till svar att landsköp enligt Svea rikes lag var förbjudet, och att landsköpmännens egennytta och girighet var till skada för borgarna. För att förse bönderna i Västerbotten med nödtorft lovade kungen att skicka borgare från städer i Mellansverige årligen till Norrland.
Två år senare fortsatte ändå landsköpet och fogden noterade pliktskyldigast de skattskyldiga landsköpmännen i skatteregistren. År 1589 började kungen ta ut en extra skatt för att göra landsköp svårare. I 1590 års köpmannapenningsregister nämns vilka av landsköpmännen som också var birkarlar, vilket uppenbarligen ansågs för ett annat köpmanskap. När Västerbottens städer började anläggas omkring 1620 befalldes både landsköpmännen och birkarlarna att bosätta sig där.
Landsköpmän var illa ansedda av borgarna i de sydligare svenska städerna. Bottnakarlen Järme Jöns Michil skiper fick år 1528 22 pund smör fråntaget sig för att han eller hustrun bedrivit landsköp i Kalix, då det visade sig att smöret var "finnesmör".

## Andra delar av Sverige
Det fanns samtidigt en rad undantag från regelverket. Västgötaknallarna hade undantag från förbundet mot landsköp, likaså fick glasbrukens glasförare även de undantag från bestämmelserna.